# NGC 1416
NGC 1416 é uma galáxia elíptica (E1) localizada na direcção da constelação de Eridanus. Possui uma declinação de -22° 43' 09" e uma ascensão recta de 3 horas, 41 minutos e 02,8 segundos.
A galáxia NGC 1416 foi descoberta em 1886 por Frank Müller.